# Werner Weber (Germanist)
Werner Weber (* 13. November 1919 in Huttwil; † 1. Dezember 2005 in Zürich) war ein Schweizer germanistischer Literaturwissenschafter, der als Feuilletonchef an der Neuen Zürcher Zeitung und als Professor an der Universität Zürich wirkte.

## Leben
Werner Weber wurde als Sohn eines Werkmeisters in Huttwil geboren und wuchs in Winterthur auf. Er studierte Germanistik, Geschichte und Kunstwissenschaft an der Universität Zürich und promovierte dort 1945 mit Die Terminologie des Weinbaus im Kanton Zürich, in der Nordostschweiz und im Bündner Rheintal bei Rudolf Hotzenköcherle.
Danach arbeitete Weber kurz als Gymnasiallehrer in Winterthur, bis er 1946 als Redaktor zur Feuilletonabteilung der Neuen Zürcher Zeitung (NZZ) kam. Von 1951 bis 1973 war Weber Feuilletonchef der NZZ. Während seiner Zeit bei der Neuen Zürcher Zeitung förderte er junge Talente wie Peter Bichsel, Hermann Burger, Erika Burkart, Friedrich Dürrenmatt, Jürg Federspiel, Max Frisch, Kurt Marti, Gerhard Meier, E. Y. Meyer und Walter Vogt. Von 1966 bis 1978 wirkte er auch als Präsident der Literaturkommission der Stadt Zürich.
Von 1973 bis 1987 war Weber ordentlicher Professor für Literaturkritik an der Universität Zürich. Als Verwaltungsratspräsident der Neuen Schauspiel AG, welches Amt er von 1980 bis 1992 innehatte, bemühte sich Weber, den Direktoren des Schauspielhauses Zürich ein unbehelligtes Schaffen zu ermöglichen und in kulturpolitischen Kontroversen klärend zu wirken.
Er schrieb, seit seiner Zeit als Lehrer, Essays und Bücher über Dichtung sowie über bildende Kunst.

## Auszeichnungen
- 1956: Conrad-Ferdinand-Meyer-Preis
- 1967: Johann-Heinrich-Merck-Preis für literarische Kritik
- 1968: Carl-Heinrich-Ernst-Kunstpreis
- 1974: Kulturpreis der Stadt Winterthur
- 1980: Preis der Goethe-Stiftung für Kunst und Wissenschaft, Zürich
- 1988: Preis des Schweizer Buchhandels
- 1989: Johann-Jakob-Bodmer-Medaille
- 1990: Goldene Nadel des Schauspielhauses Zürich

Weber war korrespondierendes Mitglied der Deutschen Akademie für Sprache und Dichtung und der Bayerischen Akademie der Schönen Künste.